# Passer shelleyi
Passer shelleyi là một loài chim trong họ Passeridae.